# Tonkotsu ramen
Tonkotsu ramen (豚骨ラーメン (豚骨拉麺) (đồn cốt lạp miến)/ とんこつらあめん/ トンコツラーメン Tonkotsu rāmen) là một loại mì ramen có nguồn gốc từ tỉnh Fukuoka, đảo Kyūshū, Nhật Bản. Nó là món ăn đặc sản ở Fukuoka và Kyūshū. Nước dùng của mì được làm từ xương lợn và các nguyên liệu khác, thường được đun trong vài giờ. Tonkotsu ramen thường được ăn kèm với thịt lợn ba chỉ thái lát và sợi mì cứng. Ở Fukuoka, tonkotsu ramen còn được gọi là Hakata ramen.

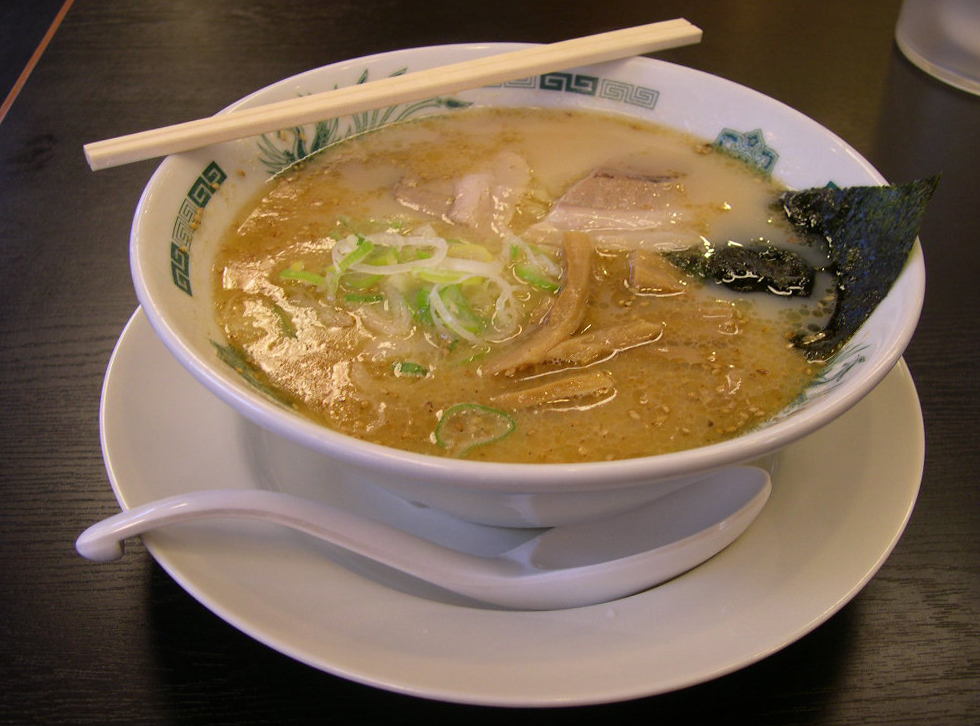
Một tô tonkotsu ramen.

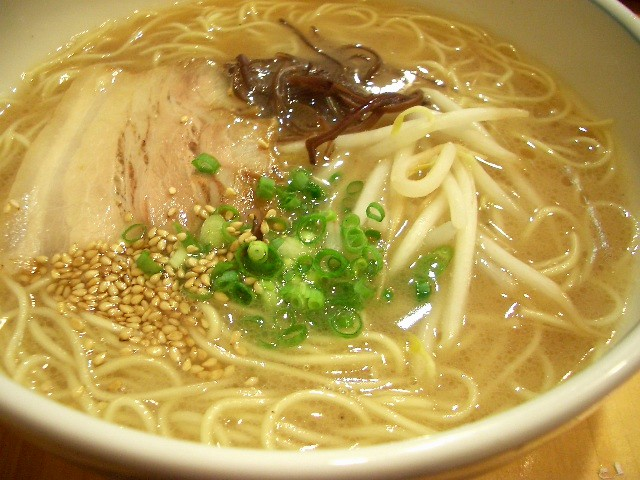
Một góc nhìn gần của tô tonkotsu ramen.

Nước dùng cho tonkotsu ramen được làm từ xương lợn, và tonkotsu (豚骨/とんこつ) trong tiếng Nhật có nghĩa là "xương lợn". Nước dùng của mì được nấu bằng cách đun sôi xương lợn trong nước trong thời gian lên đến 18 giờ, thường mang một màu đục. Các thành phần trong nước dùng bao gồm hành, tỏi, hành lá, gừng, mỡ lưng lợn, giò lợn, dầu và thịt gà. Mì ramen đã nấu chín thường được ăn cùng với thịt ba chỉ om hoặc nướng, và các gia vị thêm vào có thể bao gồm kombu, kikurage, shōyu, tương ớt, vừng hạt, vv....
Phương pháp trình bày được sử dụng trong tonkotsu ramen là để mì cứng ở giữa. Một số cửa hàng ramen cho phép khách hàng chọn mức độ cứng của mì, bao gồm futsu cho loại thông thường hoặc tiêu chuẩn, harigane cho loại rất cứng, barikata cho loại al dente và yawamen cho loại mềm.

## Lịch sử

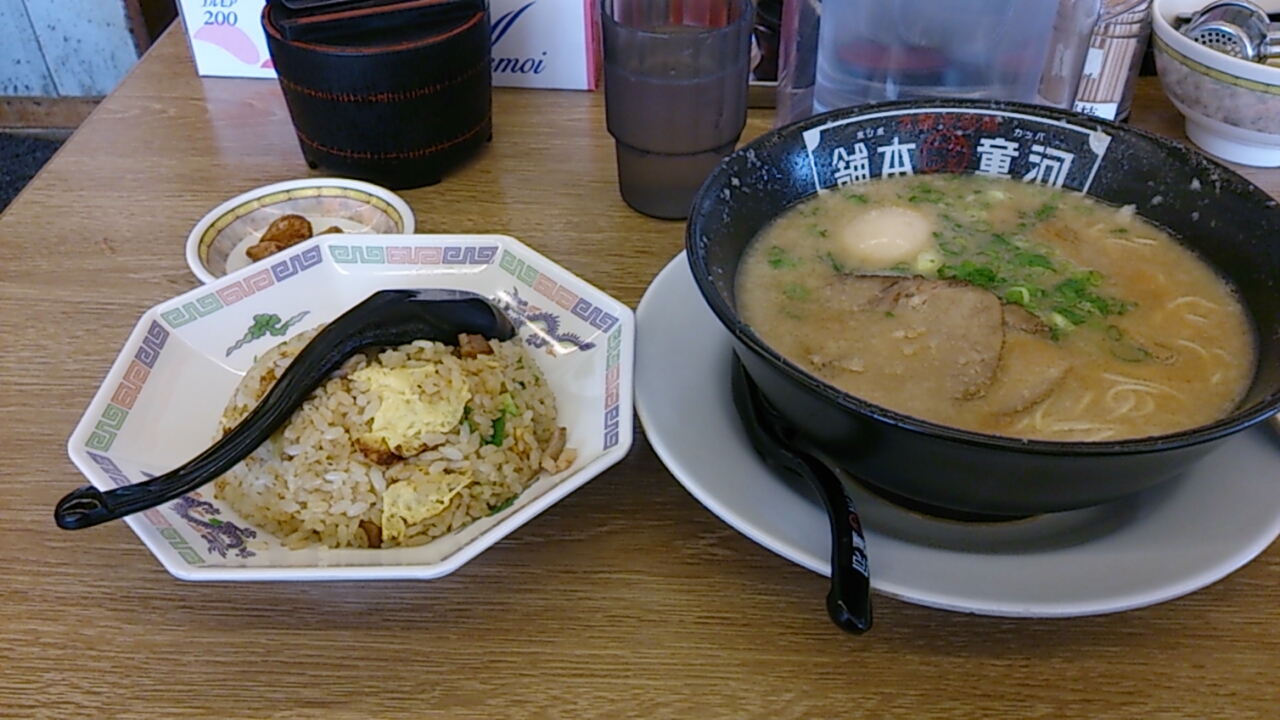
Tonkotsu ramen ăn kèm với chahan.

Mì tonkotsu ramen có nguồn gốc từ Kurume, tỉnh Fukuoka, nằm ở bờ biển phía bắc đảo Kyūshū của Nhật Bản, là món ăn đặc sản ở Fukuoka và Kyūshū. Ở Fukuoka, loại mì này thường được gọi là Hakata ramen (博多ラーメン) vì Hakata là tên lịch sử của Fukuoka, hoặc cũng có thể được gọi là "tonkotsu ramen". Món ăn được chế biến tại các cửa hàng ramen ở tất cả các vùng khác của Nhật Bản. Tonkotsu ramen ban đầu được chế biến như một món ăn nhanh với giá cả phải chăng và dễ chế biến cho những người lao động ở chợ cá. Ngày nay, tonkotsu ramen nổi tiếng vì mất nhiều thời gian, để có thể nấu được một cách chuẩn xác nhất.